# Batalla del estrecho de Blackett
La batalla del Estrecho de Blackett fue una batalla naval de la campaña del Pacífico durante la Segunda Guerra Mundial, que tuvo lugar la noche del 5 al 6 de marzo de 1943 en el estrecho de Blackett, entre las islas Kolombangara y Arundel en las islas Salomón.

## Antecedentes
Después de la victoria estadounidense en la campaña de Guadalcanal, las operaciones en las Islas Salomón se fueron desplazando hacia el oeste, donde los japoneses mantenían una guarnición considerable en Kolombangara. En la noche del 5 al 6 de marzo de 1943, los destructores japoneses Murasame y Minegumo; dirigidos por el teniente comandante Yoji Tanegashima llevaron suministros a Kolombangara.

## Batalla
Tras dejar los suministros en la isla, los dos barcos japoneses se toparon con la Task Force 68 (TF-68), compuesta por  los cruceros ligeros, USS Montpelier, USS Cleveland y el USS Denver y los destructores USS Conway, USS Cony, y USS Waller. Al mando de la TF-68 se encontraba contralmirante Aaron S. Merrill.
Tras una corta batalla, los dos destructores japoneses fueron hundidos. Cincuenta y tres supervivientes del Murasame y 122 supervivientes del Minegumo lograron llegar a las líneas japonesas. Otros dos supervivientes del Minegumo fueron capturados más tarde por las fuerzas de Estados Unidos.

## Consecuencias
El 7 de mayo, los  minadores USS Gamble, USS Breese, y el USS Preble sembraron de minas la zona del estrecho de Blackett, en un intento de interceptar los movimientos de buques japoneses que viajan a través del estrecho. Al día siguiente, los destructores japoneses Oyashio, Kagero, y Kuroshio colisionaron con las minas. El Kuroshio se hundió inmediatamente, muriendo sus 83 tripulantes. El Kagero y el Oyashio se hundiría ese mismo día después de ser atacados y dañados aún más por aviones estadounidenses, que partieron de Henderson Field.

## PT-109
Se produjo otra operación en el estrecho de Blackett, el 2 de agosto, 15 PT Boats incluyendo la PT-109 comandada por el entonces teniente John F. Kennedy fueron enviadas a interceptar el convoy de suministros Tokyo Express. En lo que National Geographic llamó «un mal planificado y coordinado ataque», las 15 PTs con 60 torpedos disponibles entraron en acción. Sin embargo, 30 de los torpedos lanzados no impactaron contra ningún buque enemigo. 
En la batalla, solo cuatro PTs tenían radar, y tras disparar sus torpedos recibieron la orden de regresar a la base, lo cual llevó a que la confusión aumentara entre el resto de las tripulaciones de las PTs, al haberse quedado sin radar y sin haber recibido órdenes verbales
La PT-109 fue embestida los japoneses destructor Amagiri. La PT-109 tenía sus motores al ralentí para ocultar su estela de hidroaviones. Declaraciones contradictorias se han hecho sobre si el capitán del destructor vio la PT-109 y se dirigió a embestirla. Los miembros de la tripulación del destructor creen que el choque no fue un accidente, aunque otros informes sugieren que el capitán del Amagiri nunca se dio cuenta de lo sucedido hasta después del hecho. La Armada de los Estados Unidos dio; en un principio; por perdidos a los 14 tripulantes de la PT-109, murieron 3 tripulantes, los 11 supervivientes nadaron hasta la isla Plum Pudding.